# The Law Forbids
The Law Forbids er en amerikansk stumfilm fra 1924 af Jess Robbins.

## Medvirkende
- Diana Serra Cary som Peggy Remsen
- Robert Ellis som Paul Remsen
- Elinor Fair som Rhoda Remsen
- Winifred Bryson som Inez Lamont
- James Corrigan som John Martin
- Anna Dodge som Martha Martin
- Joseph J. Dowling som Judge
- Ned Sparks som Clyde Vernon
- Eva Thatcher som Mrs. Grimes